# SN 2006gy

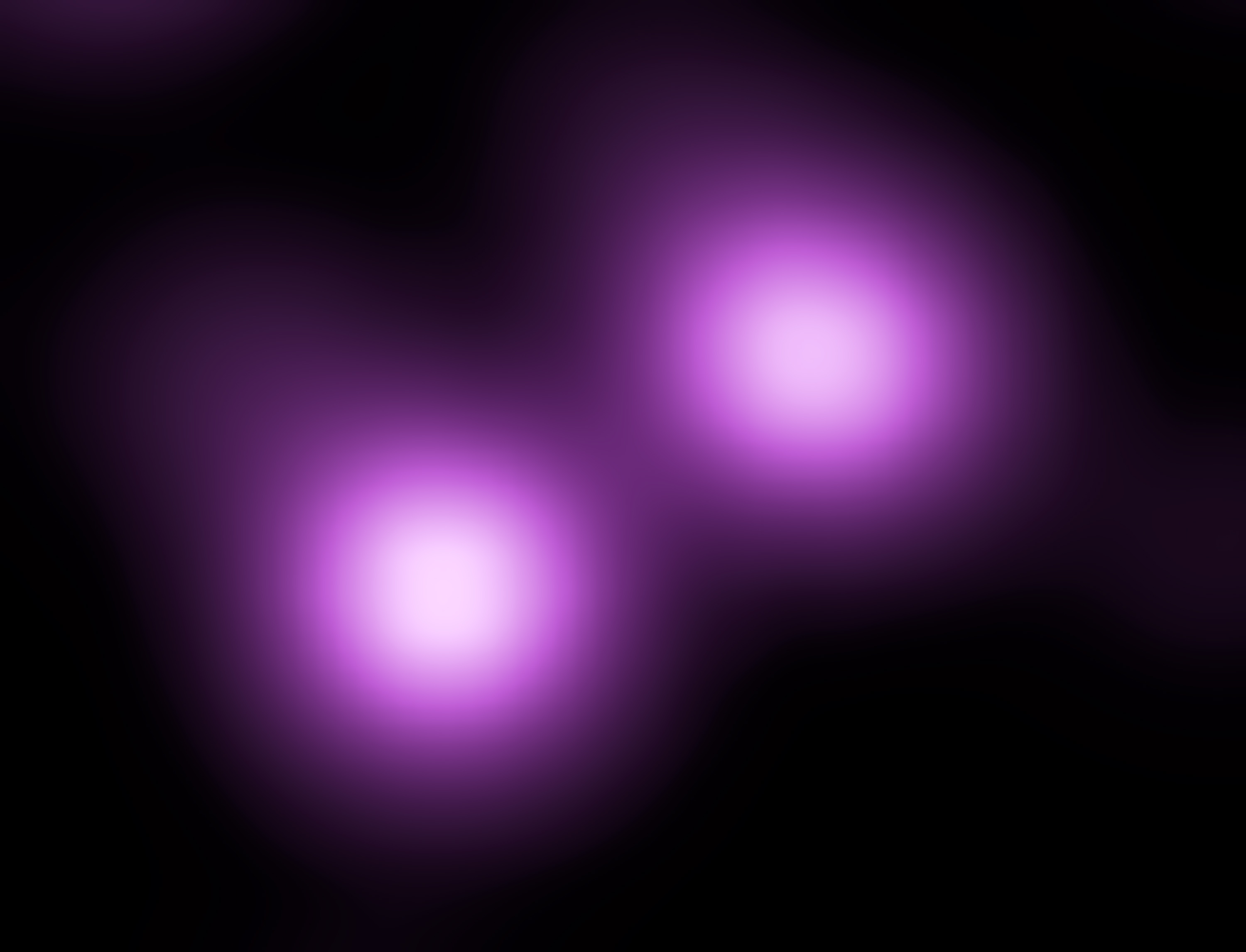
SN 2006gy (rechts) und der Kern seiner Galaxie NGC 1260, Röntgenstrahlungs-Aufnahme des Chandra Röntgen-Observatoriums

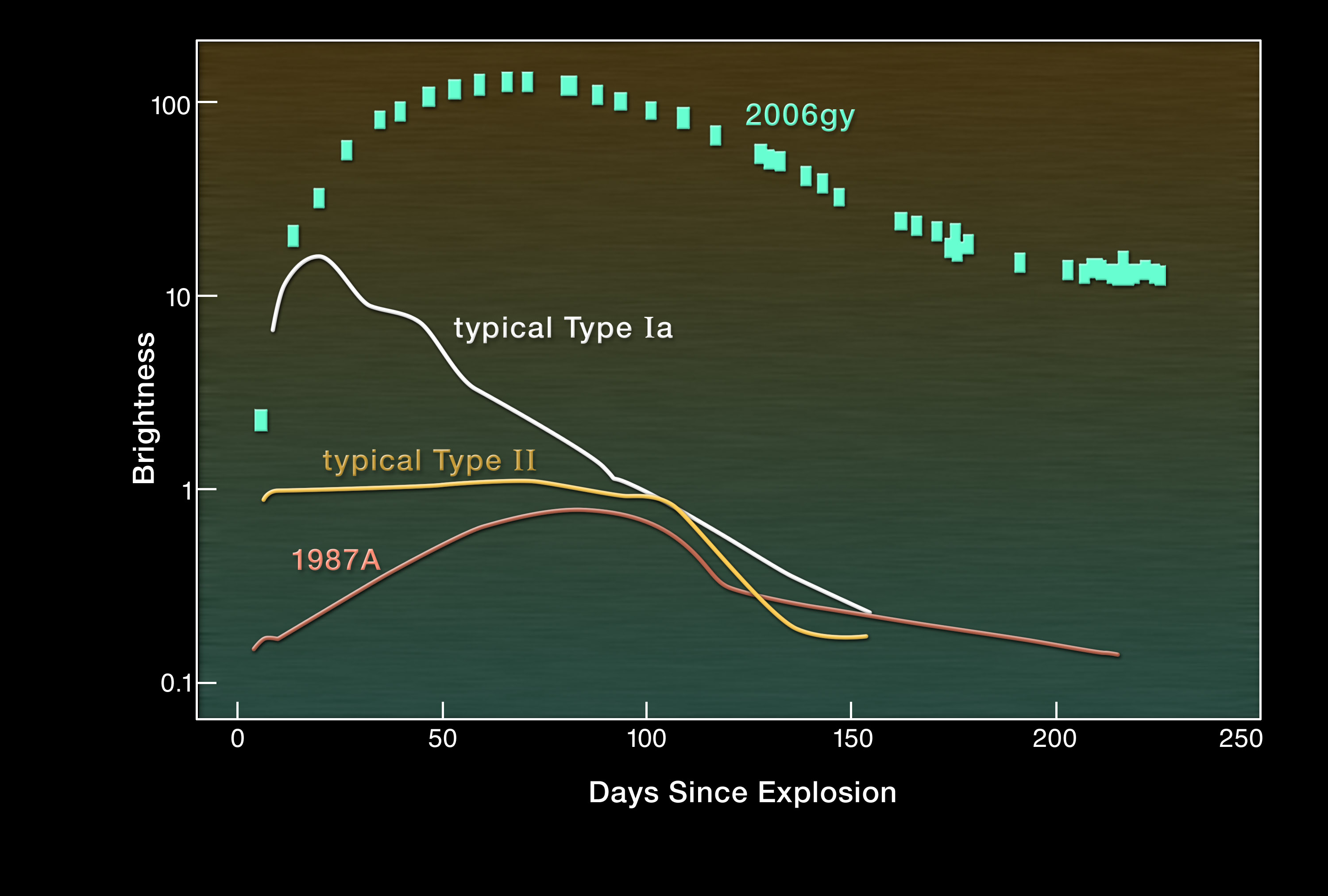
Lichtkurve von SN 2006gy (obere Kurve) verglichen mit den Lichtkurven anderer Supernovae

SN 2006gy ist eine Supernova, die am 18. September 2006 im Rahmen des Programms Texas Supernova Search (University of Berkeley, Kalifornien, Team um Nathan Smith) entdeckt wurde. Sie befindet sich in der Galaxie NGC 1260, die etwa 73 Mpc (etwa 238 Millionen Lichtjahre) entfernt ist, und wird aufgrund schwacher Wasserstofflinien derzeit als Supernova Typ IIb eingestuft.
SN 2006gy unterscheidet sich allerdings deutlich von anderen Supernovae: Die bisher bekannten Supernovae weisen absolute Helligkeiten von etwa −16 bis −20,5 Magnituden (mag) auf, wobei die leuchtkräftigsten ihr Maximum etwa 20 Tage nach Entdeckung erreichen – SN 2006gy ist dagegen mit einer Leuchtkraft von −22 mag um mehr als eine Magnitude leuchtstärker und damit, gemessen an der absoluten Helligkeit, die zu diesem Zeitpunkt nach SN 2005ap (M= −22,7 mag) zweithellste bekannte Supernova; zudem lag die Helligkeit etwa 100 Tage lang über −21 mag und das Maximum wurde erst 70 Tage nach Entdeckung erreicht.

## Mögliche Explosionsmechanismen
Der Mechanismus hinter der Explosion ist allerdings bislang noch nicht geklärt. Folgende Theorien werden derzeit diskutiert:

### Extrem massereicher Vorläuferstern
Der Vorläuferstern kann nach Interpretation des Entdeckerteams nur ein sehr massereicher Stern sein: Nach dem bisher plausibelsten Szenario, bei dem ein Großteil der Leuchtkraft aus dem Zerfall von 56Ni (Zerfallskette: 56Ni → 56Co → 56Fe) stammt, würden größenordnungsmäßig etwa 20 Sonnenmassen an 56Ni benötigt (zum Mechanismus der Fusionsreaktionen siehe unter Nukleosynthese); typische Nickelmengen liegen jedoch im Falle einer Supernova vom Typ II und einer Sternmasse zwischen 15 und 20 Sonnenmassen bei etwa 0,07 Sonnenmassen und damit um mehr als zwei Größenordnungen darunter – der Vorläuferstern muss also deutlich schwerer gewesen sein.

### Paarinstabilitäts-Supernova
Ferner spricht das Entdeckerteam von der Möglichkeit, es könnte sich beim Vorläuferstern um einen Leuchtkräftigen Blauen Veränderlichen (LBV) ähnlich η Car gehandelt haben, der durch eine Paarinstabilität vollständig zerrissen wurde. Obwohl diese Hypothese sehr gut zu den bisher bekannten Daten der Supernova zu passen scheint, so widerspricht sie mehreren gängigen Vorstellungen der modernen Astrophysik:
- Durch Paarinstabilität ausgelöste Supernovae (PISN) sind zwar seit den 1980ern Gegenstand theoretischer Untersuchungen, jedoch hält man sie ausschließlich in der Frühphase des Universums in der ersten Sterngeneration bei einer Rotverschiebung von z=15 bis z=30 für möglich: für eine PISN ist nach gegenwärtigen Modellrechnungen ein Heliumkern von 64 bis 133 Sonnenmassen notwendig, entsprechend einer Masse des Vorläufersterns von etwa 140 bis 260 Sonnenmassen (ohne Berücksichtigung des Masseverlustes) – nur in der Frühphase des Universums hält man derart massereiche Sterne für möglich, weshalb es auch keine theoretischen Untersuchungen über eine mögliche Paarinstabilität bei Sternen solarer Metallizität gibt.
- Da es sich bei Leuchtkräftigen Blauen Veränderlichen um sehr massereiche Sterne handelt, die ihre Wasserstoffhülle noch nicht abgestoßen haben, werden sie als Vorläufer der Wolf-Rayet-Sterne betrachtet und nicht als direkte Vorläufer einer Supernova – es zeigen jedoch auch weitere Supernovae vom Typ IIn Hinweise auf einen LBV-Vorläufer.[1]

### Quark-Nova
Als weiteres mögliche Szenario wurde von Denis Leahy und Rachid Ouyed von der University of Calgary ein zweistufiger Kollaps zuerst in einen Neutronenstern und dann in einen Quarkstern vorgeschlagen. Nach Aussagen dieser Hypothese wird bei der Entstehung des Quarksterns und der damit verbundenen Umwandlung der Materie in seltsame Materie genügend Energie freigesetzt, um eine zweite, schnellere Schockwelle aus den äußeren Schichten des Neutronensterns zu erzeugen, die mit den bei der Supernova zuerst abgestoßenen Schichten kollidiert und so die immense Leuchtkraft dieser Supernova erzeugt. Die Theorie der Quark-Nova ist in Fachkreisen bislang umstritten.